# Saint-Jean-le-Vieux (Isère)
Pour les articles homonymes, voir Saint-Jean-le-Vieux et Saint-Jean.
Saint-Jean-le-Vieux est une commune française située dans le département de l'Isère en région Auvergne-Rhône-Alpes.

## Géographie

### Situation et description
Le territoire communal borde la partie orientale de la chaîne de Belledonne. Saint-Jean-le-Vieux apparait comme une petite agglomération à l'aspect essentiellement rural positionnée dans une zone de haute montagne. Elle est rattachée à la communauté de communes Le Grésivaudan.

### Localisation et communes limitrophes
Saint-Jean-le-Vieux, la plus petite commune du Balcon de Belledonne, se blottit sur les contreforts de la chaîne de Belledonne, au-dessus du Versoud.
|            |                     | La Combe-de-Lancey |
| Le Versoud | Saint-Jean-le-Vieux |                    |
| Domene     | Revel               |                    |

### Climat
Pour des articles plus généraux, voir Climat d'Auvergne-Rhône-Alpes et Climat de l'Isère.
En 2010, le climat de la commune est de type climat de montagne, selon une étude du Centre national de la recherche scientifique s'appuyant sur une série de données couvrant la période 1971-2000. En 2020, Météo-France publie une typologie des climats de la France métropolitaine dans laquelle la commune est exposée à un climat de montagne ou de marges de montagne et est dans la région climatique  Alpes du nord, caractérisée par une pluviométrie annuelle de 1 200 à 1 500 mm, irrégulièrement répartie en été. 
Pour la période 1971-2000, la température annuelle moyenne est de 9,1 °C, avec une amplitude thermique annuelle de 17,4 °C. Le cumul annuel moyen de précipitations est de 1 346 mm, avec 10 jours de précipitations en janvier et 8,1 jours en juillet. Pour la période 1991-2020, la température moyenne annuelle observée sur la station météorologique de Météo-France la plus proche, « Grenoble - Lvd », sur la commune du Versoud à 2 km à vol d'oiseau, est de 12,6 °C et le cumul annuel moyen de précipitations est de 981,1 mm,. Pour l'avenir, les paramètres climatiques de la commune estimés pour 2050 selon différents scénarios d'émission de gaz à effet de serre sont consultables sur un site dédié publié par Météo-France en novembre 2022.

### Hydrographie
Le territoire communal est traversé par de modestes ruisseaux s'écoulant du massif de Belledonne vers la vallée de l'Isère.

### Lieux-dits, écarts et hameaux
- La Monta,
- le Mollard,
- le Couvat,
- le Rif,
- le Buisson,
- le Naysord,
- l'Église.

## Urbanisme

### Typologie
Au 1er janvier 2024, Saint-Jean-le-Vieux est catégorisée commune rurale à habitat dispersé, selon la nouvelle grille communale de densité à sept niveaux définie par l'Insee en 2022.
Elle est située hors unité urbaine. Par ailleurs la commune fait partie de l'aire d'attraction de Grenoble, dont elle est une commune de la couronne,. Cette aire, qui regroupe 204 communes, est catégorisée dans les aires de 700 000 habitants ou plus (hors Paris),.

### Occupation des sols
L'occupation des sols de la commune, telle qu'elle ressort de la base de données européenne d’occupation biophysique des sols Corine Land Cover (CLC), est marquée par l'importance des forêts et milieux semi-naturels (62,2 % en 2018), une proportion identique à celle de 1990 (62,2 %). La répartition détaillée en 2018 est la suivante : 
forêts (62,2 %), prairies (37,8 %). L'évolution de l’occupation des sols de la commune et de ses infrastructures peut être observée sur les différentes représentations cartographiques du territoire : la carte de Cassini (XVIIIe siècle), la carte d'état-major (1820-1866) et les cartes ou photos aériennes de l'IGN pour la période actuelle (1950 à aujourd'hui).

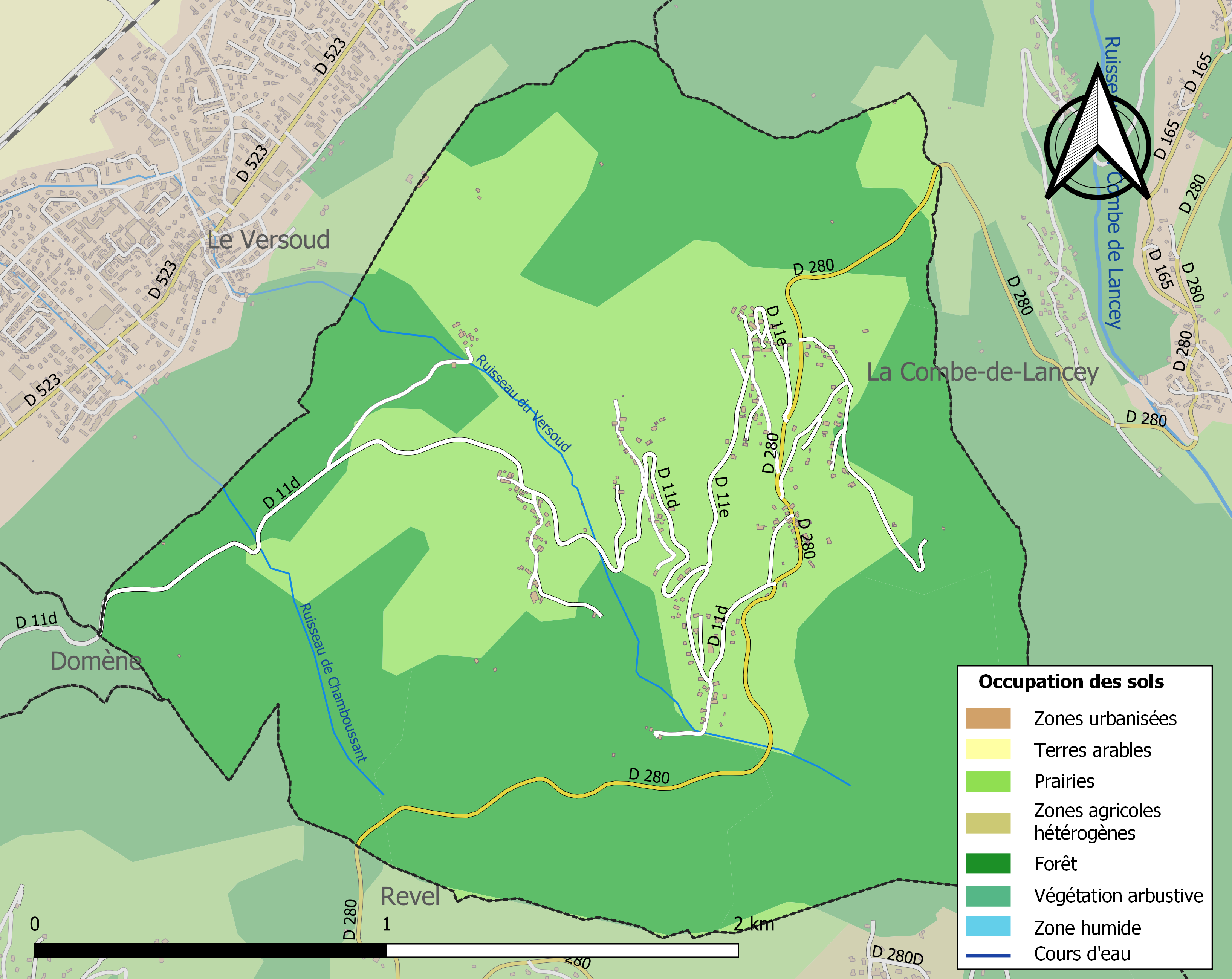
Carte des infrastructures et de l'occupation des sols de la commune en 2018 (CLC).

### Risques naturels et technologiques

#### Risques sismiques
L'ensemble du territoire de la commune de Saint-Jean-le-Vieux est situé en zone de sismicité n°4 (sur une échelle de 1 à 5), comme la plupart des communes de son secteur géographique.
| Type de zone | Niveau            | Définitions (bâtiment à risque normal) |
| ------------ | ----------------- | -------------------------------------- |
| Zone 4       | Sismicité moyenne | accélération = 1,6 m/s2                |

### Administration municipale

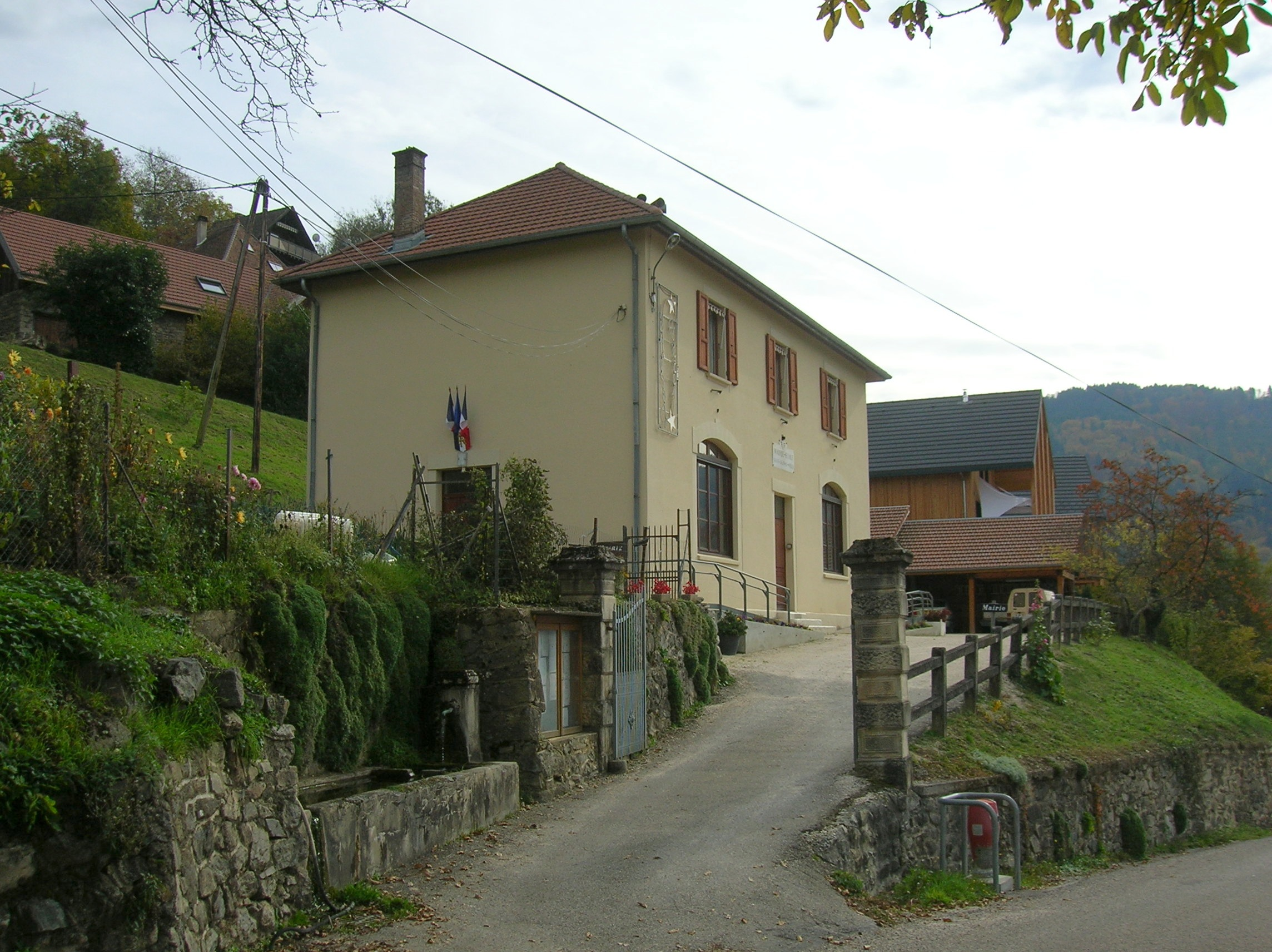
Mairie de Saint-Jean-le-Vieux

## Politique et administration

### Liste des maires
| Période                                  | Période   | Identité                 | Étiquette | Qualité                                                                  |
| ---------------------------------------- | --------- | ------------------------ | --------- | ------------------------------------------------------------------------ |
| 1793                                     | 1794      | Charles Beuf             |           | Laboureur                                                                |
| 1794                                     | 1800      | François Amodru          |           | Laboureur                                                                |
| 1800                                     | 1815      | Michel Giraud            |           | Laboureur                                                                |
| 1815                                     | 1822      | Dampne                   |           |                                                                          |
| 1822                                     | 1829      | Pierre Rebuffet          |           | Laboureur                                                                |
| 1829                                     | 1836      | Joseph Coche             |           | Laboureur                                                                |
| 1836                                     | 1851      | Joseph Giraud            |           | Cultivateur, fils de Michel Giraud (maire de 1800 à 1815)                |
| 1851                                     | 1870      | Joseph Busse             |           | Cultivateur                                                              |
| 1870                                     | 1873      | Michel Giraud            |           | Cultivateur, fils de Joseph Giraud, maire de 1836 à 1851                 |
| 1873                                     | 1888      | Pierre François Rebuffet |           | Cultivateur, petit-fils de Pierre Rebuffet, maire de 1823 à 1829         |
| 1888                                     | 1892      | François Giraud          |           | Cultivateur                                                              |
| 1892                                     | 1904      | Joseph Busse             |           | Cultivateur                                                              |
| 1905                                     | 1907      | François Amodru          |           | Cultivateur. Arrière petit-fils de François Amodru, maire de 1794 à 1800 |
| 1907                                     | 1916      | Jean Giraud              |           | Cousin de François Giraud, maire de 1888 à 1892                          |
| 1916                                     | 1929      | Jean Beuf                |           | Cultivateur. Arrière petit-fils de Charles Beuf, maire de 1793 à 1794    |
| 1929                                     | 1935      | François Giraud          |           | Fils de François Giraud, maire de 1888 à 1892                            |
| 1935                                     | 1936      | Joseph Revel-Mouroz      |           | Cultivateur                                                              |
| 1936                                     | 1944      | Alfred Carrier           |           |                                                                          |
| 1944                                     | 1947      | Marcel Rebuffet          |           | Petit-fils de Pierre François Rebuffet, maire de 1873 à 1888             |
| 1947                                     | 1953      | François Giraud          |           | Fils de François Giraud, maire de 1888 à 1892                            |
| 1953                                     | 1959      | Marcel Rebuffet          |           | Petit-fils de Pierre François Rebuffet, maire de 1873 à 1888             |
| 1959                                     | 1968      | Auguste Blanchard        |           |                                                                          |
| 1968                                     | 1989      | Jean Vial-David          |           |                                                                          |
| 1989                                     | 1995      | Charles Arthaud Berthet  |           | Gendre d'Auguste Blanchard, maire de 1959 à 1968                         |
| 1995                                     | mars 2014 | Gérard Quinzin           | UMP       |                                                                          |
| mars 2014                                | juin 2020 | Franck Rebuffet-Giraud   | SE        | Fonctionnaire                                                            |
| juin 2020                                | En cours  | Franck Rebuffet-Giraud   | SE        | Fonctionnaire                                                            |
| Les données manquantes sont à compléter. |           |                          |           |                                                                          |

## Population et société

### Démographie
L'évolution du nombre d'habitants est connue à travers les recensements de la population effectués dans la commune depuis 1793. Pour les communes de moins de 10 000 habitants, une enquête de recensement portant sur toute la population est réalisée tous les cinq ans, les populations de référence des années intermédiaires étant quant à elles estimées par interpolation ou extrapolation. Pour la commune, le premier recensement exhaustif entrant dans le cadre du nouveau dispositif a été réalisé en 2006.

En 2022, la commune comptait 276 habitants, en évolution de −3,83 % par rapport à 2016 (Isère : +3,07 %, France hors Mayotte : +2,11 %).
| 1793 | 1800 | 1806 | 1821 | 1831 | 1836 | 1841 | 1846 | 1851 |
| ---- | ---- | ---- | ---- | ---- | ---- | ---- | ---- | ---- |
| 251  | 272  | 306  | 303  | 294  | 300  | 317  | 286  | 305  |

| 1856 | 1861 | 1866 | 1872 | 1876 | 1881 | 1886 | 1891 | 1896 |
| ---- | ---- | ---- | ---- | ---- | ---- | ---- | ---- | ---- |
| 275  | 285  | 278  | 276  | 245  | 233  | 233  | 223  | 202  |

| 1901 | 1906 | 1911 | 1921 | 1926 | 1931 | 1936 | 1946 | 1954 |
| ---- | ---- | ---- | ---- | ---- | ---- | ---- | ---- | ---- |
| 187  | 184  | 178  | 167  | 154  | 136  | 151  | 113  | 113  |

| 1962 | 1968 | 1975 | 1982 | 1990 | 1999 | 2006 | 2011 | 2016 |
| ---- | ---- | ---- | ---- | ---- | ---- | ---- | ---- | ---- |
| 138  | 104  | 99   | 149  | 173  | 203  | 210  | 254  | 287  |

| 2021 | 2022 | - | - | - | - | - | - | - |
| ---- | ---- | - | - | - | - | - | - | - |
| 284  | 276  | - | - | - | - | - | - | - |

### Enseignement
La commune est rattachée à l'académie de Grenoble.

### Médias
Historiquement, le quotidien à grand tirage Le Dauphiné libéré consacre, chaque jour, y compris le dimanche, dans son édition du Grésivaudan, un ou plusieurs articles à l'actualité de la communauté de communes, ainsi que des informations sur les éventuelles manifestations locales, les travaux routiers, et autres événements divers à caractère local.

## Culture locale et patrimoine

### Lieux et monuments

#### Patrimoine religieux

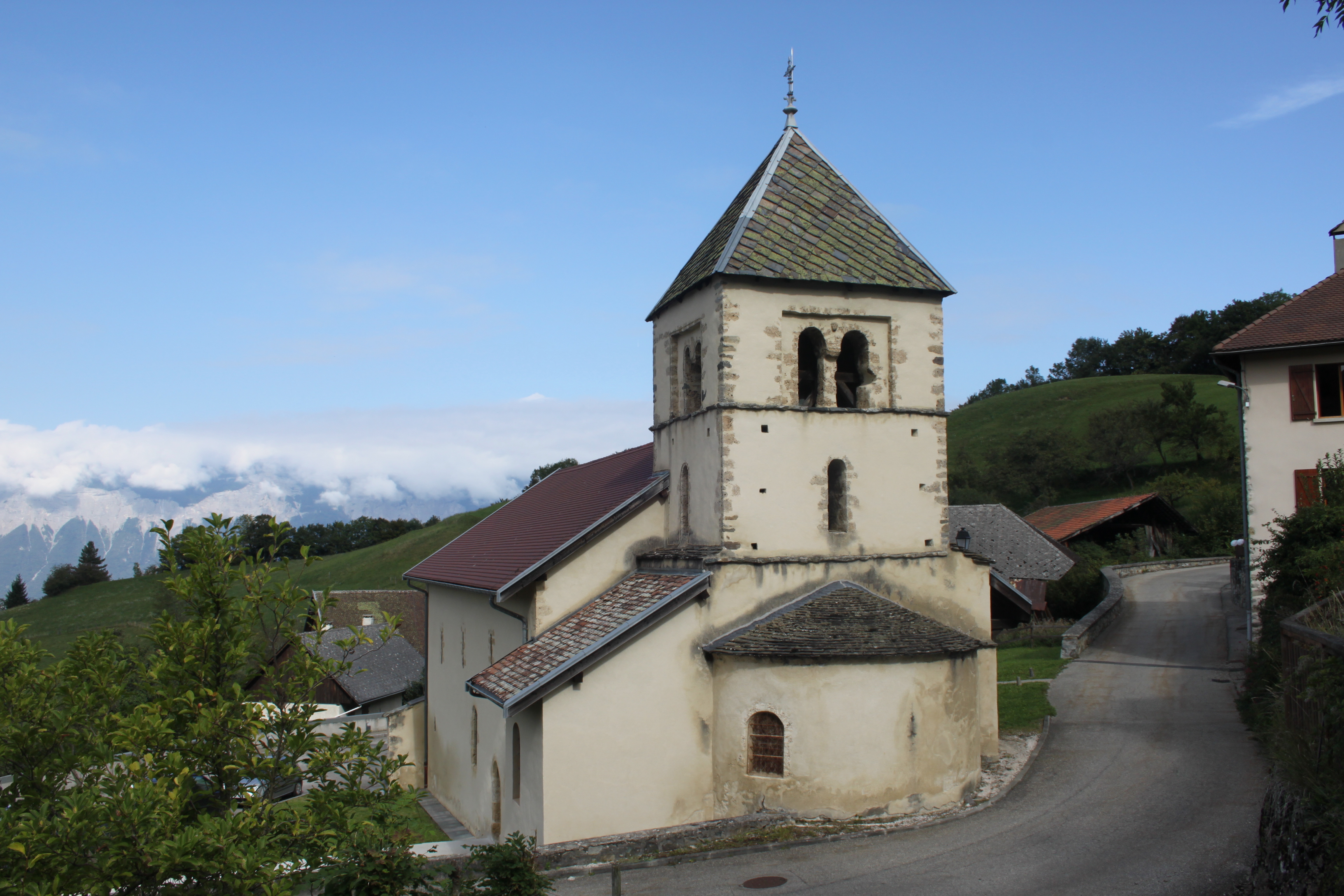
Église Saint-Jean-Baptiste de Saint-Jean-le-Vieux.

- L'église Saint-Jean-Baptiste, du XIe siècle[18], est un monument historique inscrit en totalité par arrêté du 8 juin 2004[19].

#### Patrimoine civil
- La tour du Couvat, qui domine les gorges du Versoud, fut élevée au XIIIe siècle par les chevaliers de Commiers, qui possédaient également la tour d'Étapes au Versoud. Elle est mentionnée dans un document du 1338[18].
- Anciennes granges et maisons dauphinoises[20].

### Héraldique
|  | Saint-Jean-le-Vieux (Isère) possède des armoiries dont l'origine et le blasonnement exact ne sont pas disponibles. |